# Exoprosopa fissicornis
Exoprosopa fissicornis är en tvåvingeart som beskrevs av Mario Bezzi 1924. Exoprosopa fissicornis ingår i släktet Exoprosopa och familjen svävflugor.
Artens utbredningsområde är Kenya. Inga underarter finns listade i Catalogue of Life.